# Angerona minor
Angerona minor är en fjärilsart som beskrevs av Heiermark 1942. Angerona minor ingår i släktet Angerona och familjen mätare. Inga underarter finns listade i Catalogue of Life.